# Botoputih (Tembarak)
Botoputih is een bestuurslaag in het regentschap Temanggung van de provincie Midden-Java, Indonesië. Botoputih telt 3049 inwoners (volkstelling 2010).